# Coracina holopolia
Coracina holopolia е вид птица от семейство Campephagidae. Видът е почти застрашен от изчезване.

## Разпространение
Видът е разпространен в Папуа Нова Гвинея и Соломоновите острови.